# 6942 Юрійгуляєв
6942 Юрійгуляєв (6942 Yurigulyaev) — астероїд головного поясу, відкритий 16 грудня 1976 року.
Тіссеранів параметр щодо Юпітера — 3,554.
Названо на честь російського фізика Юрія Васильовича Гуляєва, директора Інституту радіотехніки і електроніки РАН.